# Notodelphys monoseta
Notodelphys monoseta is een eenoogkreeftjessoort uit de familie van de Notodelphyidae. De wetenschappelijke naam van de soort is voor het eerst geldig gepubliceerd in 1947 door Pearse.